# Saint-Saturnin-de-Lucian
Saint-Saturnin-de-Lucian es una comuna francesa situada en el departamento de Hérault, en la región de Occitania.

## Demografía
| 281 | 265 | 250 | 208 | 199 | 229 | 289 |
| Para los censos de 1962 a 1999 la población legal corresponde a la población sin duplicidades (Fuente: INSEE [Consultar]) |     |     |     |     |     |     |